# Dyplomatyka
Dyplomatyka (od gr. diplōma, a to z łac. diploma = podwójnie złożony) – nauka badająca dokumenty od strony krytyki naukowej, czyli określająca przydatność zachowanych dokumentów do badań historycznych. Pozwala m.in. wykryć falsyfikaty oraz ustalić procedury prawne i administracyjno-kancelaryjne stosowane przy powstawaniu dokumentów.
Po raz pierwszy termin "dyplomatyka" na określenie nauki o dokumencie użył Jean Mabillon.
Dyplomatyka bada zasady, według których w kancelariach powstawał dokument i stara się odkryć prawidłowości przemian form dokumentacji aktowej, a także samych kancelarii, traktowanych jako urzędy. Dyplomatyka, jako jedyna z nauk pomocniczych historii, stoi na pograniczu prawa.
Podwaliny pod nowożytną dyplomatykę położył francuski zakonnik z opactwa St. Germain-du-Pres, Jean Mabillon – autor dzieła De re diplomatica libri VI (1681).
Na początku XVIII wieku dyplomatyka stała się jednym z przedmiotów wykładanych na uniwersytetach.

## Dokument

### Definicja dokumentu
Dokument to akt, który sam z siebie tworzy nowy, konkretny stan prawny, jest środkiem dowodowym dla sądu lub urzędu, jest w mocy przenieść uprawnienia jednej osoby na drugą, ustala pewien stan prawny wynikający z prawa, lecz nie obejmujący wszystkich.

### Budowa dokumentu
Dokument składa się z wstępu (protokołu), treści (kontekstu) i zakończenia (eschatokołu).

#### Protokół
Na wstęp składają się: inwokacja (wezwanie do Boga, pisemna lub znakami alfy i omegi), intytulacja (imię i godność wystawiciela), inskrypcja (godność i nazwisko odbiorcy lub nazwa grupy do której dokument jest kierowany).

#### Kontekst (corpus)
Na kontekst składają się: arenga (motyw wystawienia dokumentu), promulgacja (ogłoszenie woli), narracja (okoliczności wystawienia), dyspozycja (wola wystawcy), klauzule (nakazujące, zabraniające, zobowiązujące do zrobienia czegoś), sankcja (groźby za próby podważenia dokumentu), koroboracja (opisanie czym dokument powinien być uwierzytelniony).

#### Eschatokół
Na zakończenie składają się: testacja (lista świadków lub ich podpisy), podpis (osobisty samego wystawcy, monogram, urzędnika kancelaryjnego), datacja (miejsce i czas powstania dokumentu), aprekacja (życzenie wieczności – amen, fiat).

### Podział dokumentów

#### Ze względu na moc prawną
Dyspozytywny (stwarza nowy stan prawny i poświadcza go; prawo socjalne – przywilej – czasowy i wieczysty), poświadczeniowy (potwierdza istniejący już stan prawny), na pół dyspozytywny (symbol powstawania stanu prawnego) lub publiczny (nie można mu zarzucić, że jest falsyfikatem, z pieczęcią autentyczną – sigillum authenticum), prywatny (można podważać treść, bez podważania autentyczności).

#### Ze względu na formę kancelaryjną
Stricte dyplom, dokument (zgodny z normami, reguluje stosunki prawne), listy (mogą być powodem powstania i wykonywania uprawnień), akty (inne pisma wystawione w kancelarii).

### Formy przekazu dokumentu
Oryginał (wystawiony przez kogoś, bez zmiany jego treści, spełnia wszystkie zalety środka dowodowego), falsyfikat (wprowadza w błąd – fałszerstwo, podaje fałszywe okoliczności, ale nie zmienia stanu prawnego – rzekomy oryginał, jeżeli w oryginale dokonano zmian – podfałszowany), koncept (minuta – brudnopis), kopia (wystawiona dla wystawcy – regest, dla odbiorcy – karta wpięta do kopiariusza – księgi będącej zbiorem dokumentów), powtarzający vidimus (potwierdzenie zgodności kopii z oryginałem), powtarzający insert (potwierdzenie z powtórzeniem treści).

### Etapy powstawania dokumentu
1. Odbiorca zwraca się o wystawienie dokumentu.
2. Narada przyszłego wystawcy z konsyliarzami nad legalnością czynności prawnej mającej być zawartej w dokumencie.
3. Uroczyste ogłoszenie woli wystawcy.
4. Jeśli chodziło o ziemię następował jej objazd.
5. Kancelaria otrzymuje polecenie sporządzenia dokumentu.
6. Kierownik kancelarii zleca napisanie brudnopisu pisarzowi lub notariuszowi (dyktatorowi).
7. Kontrola treści, poprawki, uzupełnienia.
8. Mundator sporządza czystopis.
9. Przywieszenie pieczęci lub złożenie podpisu wystawiciela i świadków.
10. W lepszych kancelariach wpisywano dokument do regestu[1].

## Geneza dokumentu w Polsce i umacnianie się jego roli prawnej
Dokument w Polsce jest znany od przyjęcia chrztu i sprowadzenia duchowieństwa (bulle papieskie i cesarskie) – np. Dagome iudex. Nie jest jednak używany ze względu na dominację prawa ustnego. Zaczęto go używać dopiero gdy stało się to konieczne ze względu na rozwój stosunków zagranicznych (np. dokument Władysława Hermana). Dopiero rozkład władzy monarszej tworzy podstawy dla niektórych grup, aby chcieć wyegzekwować swoje prawa na papierze. Jako pierwszy dokumenty tworzy Kościół (notycje do kogo należy jaki majątek). Z zagranicy docierają liczne bulle protekcyjne dla klasztorów i kościołów. Upowszechnieniem dokumentu najbardziej zainteresowany był właśnie Kościół (dekret Aleksandra III nakazuje uwierzytelniać prawo dokumentami). Dokumenty licznie wystawiają biskupi. Ich styl jest podobny do stylu dokumentów papieskich.
Na przełomie XII/XIII wieku rośnie troska o dokumenty których rola stopniowo wypiera rolę świadków (na ten moment są to tylko dokumenty poświadczeniowe). Dokument w pełni rozwinął się w 1. poł. XIII wieku. Jest pełnoprawnym środkiem dowodowym w procesie sądowym i prawie prywatnym.
Występuje w trzech typach. Wydawane są: dokument książęcy (emanacja władzy, szybko zdobywa zaufanie i wypiera inne dokumenty, służy do celów fiskalnych), dokumenty kościelne (wydawane tylko w sprawach Kościoła i prawa kanonicznego, nie stanowi środka dla prawa polskiego, chyba że książę przywiesił tam swoją pieczęć). W XIII wieku maleje wartość dokumentu prywatnego (wystawiany przez osobę prywatną w prywatnej sprawie).

## Kancelaria monarsza w Polsce
Powstała prawdopodobnie pod koniec XI w. Pisarzami byli duchowni z zachodu, którzy przybywali tu świadczyć właśnie usługi pisarskie. Potem, wzorem zachodnim korzystano z pomocy kanoników świeckich (to na nich będzie się w XII/XIII wieku opierała kancelaria). Nie istniała wprawdzie struktura kancelaryjna, ale ludzie ci tworzyli struktury władzy monarszej. Pierwsze wzmianki o systematycznej kancelarii napływają w XII w. (gdy dokumenty zyskują popularność). Do roku 1189 mamy informacje o kanclerzach (do prawdopodobnie 1138 państwowych, potem dzielnicowych). O aparacie kancelaryjnym mamy wysyp informacji po 1189. W Małopolsce pojawia się podkanclerzy. Pisarzami są kapelani książęcy. Kanclerz przywieszał pieczęć. Nie był on związany z żadnym stanowiskiem kościelnym (za to wysoki rangą równy biskupowi).
XIII w. to zachowanie wzorów z XII w. oraz rozbudowa aparatu kancelaryjnego. Te same osoby zostają kanclerzami, notariusze zastąpili kapelanów. Personel jest bardziej wykształcony (kończą zagraniczne uniwersytety), dokumenty spełniają coraz bardziej wymogi europejskie. Pojawia się formuła datum per manus (potwierdzająca zgodność treści z czynnością). Po zjednoczeniu poszczególne kancelarie zanikają a funkcje kanclerza kraju przejmuje kanclerz krakowski jako kanclerz Królestwa lub królewski. Realnie kancelarią kieruje podkanclerzy krakowski. Kanclerze dzielnicowi stają się urzędnikami tytularnymi, a w XV wieku zanikają.
Nie było sztywnego podziału kompetencji. Kanclerz opiekuje się pieczęcią majestatyczną, podkanclerzy mniejszą królewską, sekretarz wielki pieczęcią sekretną. Do końca XV wieku podkanclerzym i kanclerzem mogli być w tym samym czasie duchowni. Od 1504 r. nie mogli nimi być abp. gnieźnieński, krakowski, wrocławski, płocki, poznański, warmiński. Od 1507 r. jeden z tych urzędów musiał być piastowany przez osobę świecką. Dokumenty wystawiano na prośbę monarchy. Kanclerz wydawał niektóre dokumenty sam tylko w XV w. gdy stwierdził, że nie naruszają one prawa. Od 1504 r. pojawia się formuła ad relationem jako zgoda kanclerza na wydanie dokumentu i jej nienaruszalność prawa a także, że został on wydany w porozumieniu z radą i pozwoleniem rady królewskiej. Gdy wydawał sam stosowano formułę dominus rex per se. Podpis monarchy pojawia się za Jana Olbrachta (umieszczany z lewej strony, kanclerski z prawej). Osobistym podpisem zaopatrywał dokumenty tylko na Węgrzech Władysław Warneńczyk. Kancelaria królewska od końca XIV w. zaczyna prowadzić księgi, które dały początek Metryce Koronnej.